# 拉丁美洲团结组织
拉丁美洲团结组织（英語：Organization of Latin American Solidarity），简称 OLAS, 是1966年1月在古巴哈瓦那召开第一届亚非拉三大洲反帝国主义团结大会上成立的一个组织，旨在反抗美帝国主义解放拉丁美洲被压迫的民族和人民。